# اعتراضات ۲۰۰۶ اصلاحات مهاجرتی ایالات متحده آمریکا
در سال‌های۲۰۰۶ تا۲۰۰۷، میلیون‌ها نفر در اعتراض به تغییر پیشنهادی در سیاست مهاجرتی ایالات متحده شرکت کردند. این اجتماع در مقیاس بزرگ به‌طور گسترده به عنوان یک نقطه عطف تاریخی در سیاست لاتین، به ویژه مشارکت مدنی و نفوذ سیاسی مهاجران لاتین، همان‌طور که در طیف وسیعی از نشریات علمی در این زمینه ذکر شده‌است، دیده می‌شود. اعتراضات در پاسخ به قانون پیشنهادی قانون ۴۴۳۷ آغاز شد که مجازات‌هایی را برای مهاجرت غیرقانونی افزایش می‌دهد و بیگانگان غیرقانونی و هرکسی را که به آنها کمک می‌کند وارد یا ماندن در ایالات متحده آمریکا شود، به عنوان مجرم طبقه‌بندی می‌کند. به عنوان بخشی از بحث گسترده‌تر مهاجرت، اکثر اعتراض‌ها نه تنها به دنبال رد این لایحه، بلکه اصلاح جامع قوانین مهاجرتی کشور بودند که شامل مسیری برای شهروندی برای همه مهاجران غیرقانونی بود.
اعتراضات مهاجرتی سال۲۰۰۶ مجموعه ای از تظاهرات بود که از شیکاگو آغاز شد و به مدت هشت هفته در سراسر شهرهای بزرگ سراسر کشور ادامه یافت. اولین تظاهرات بزرگ در شیکاگو در ۱۰ مارس۲۰۰۶ برگزار شد و تخمین زده شد که حدود ۱۰۰۰۰۰ شرکت کننده داشته باشد. این انگیزه اولیه برای بسیاری از اعتراضات دیگر بود که در سراسر کشور دنبال شد. بزرگ‌ترین تظاهرات در ۲۵ مارس۲۰۰۶ در مرکز شهر لس آنجلس با تخمین رسمی بیش از ۵۰۰۰۰۰نفر در راهپیمایی در آنچه سازمان دهندگان آن را «راهپیمایی بزرگ» نامیدند، رخ داد. با این حال، سازمان دهندگان راهپیمایی بزرگ بیان می‌کنند که تعداد واقعی بازبینی شده شرکت کنندگان چیزی بین ۱٫۲۵ تا ۱٫۵میلیون برآورد شده از طریق تجزیه و تحلیل عکاسی است. بزرگ‌ترین روز اعتراض در سراسر کشور در ۱۰ آوریل ۲۰۰۶ در ۱۰۲ شهر در سراسر کشور، با ۳۵۰۰۰۰–۵۰۰۰۰۰ در دالاس رخ داد. اکثریت قریب به اتفاق اعتراضات مسالمت آمیز بود و توجه رسانه‌ها را به خود جلب کرد.

## اول ماه مه

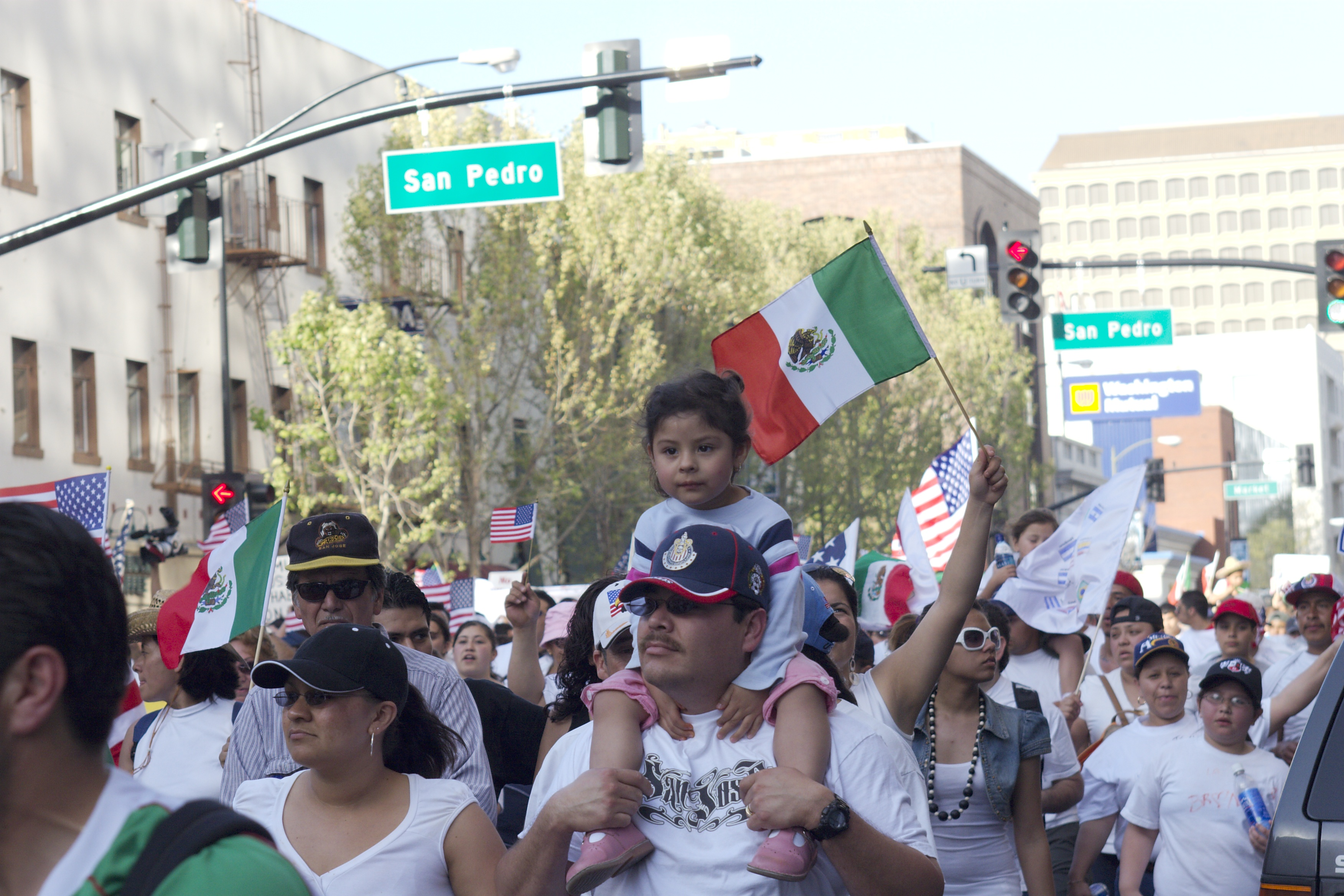
سن خوزه، کالیفرنیا

راهپیمایی‌ها در ۱ می۲۰۰۶ به اوج خود رسیدند و لقب «روزی بدون مهاجر» را گرفتند. نام‌گذاری اعتراض‌ها به این شکل، مهاجران و بیگانگان را تشویق می‌کند تا مشاغل روزانه خود را برای یک روز ترک کنند تا توجه آنها را به سهم قابل توجهی در زندگی روزمره ایالات متحده جلب کنند. از مهاجران و بیگانگان لاتین تبار در سراسر کشور خواسته شد تا کار، مدرسه و سایر فعالیت‌های اقتصادی را تحریم کنند. کسانی که خارج از جامعه لاتین تبار بودند از دیدن نیروی کار رو به رشد سرایداران، پرستاران، کارگران رستوران و بسیاری دیگر از کارگران خدماتی، شغل خود را ترک کردند تا به تظاهرات بپیوندند، شوکه شدند.هدف از اجتماع مهاجران غیرقانونی طبقه کارگر، به چالش کشیدن این باور بود که ایالات متحده بدون مهاجران غیرقانونی می‌تواند پیشرفت کند.
این تظاهرات در اول ماه مه برگزار شد، تاریخی که برای قدردانی از کارگران در سراسر کشور برگزار شد. راهپیمایی‌های اول ماه مه هویت معترضان مهاجر را به‌عنوان کارگر و مشارکت‌کنندگان مهم در جامعه ایالات متحده منعکس می‌کرد. اکثر مهاجران از تبار آمریکای لاتین به دنبال رفاه اقتصادی برای خود و خانواده‌هایشان به ایالات متحده می‌آیند، آنها به ندرت مشاغل با دستمزد پایین را برای زنده ماندن در ایالات متحده می‌پذیرند. از این رو غیبت یک روزه کار خانواده‌هایشان را سنگین می‌کرد. با این حال، هزاران مهاجر شغل خود را به خطر انداختند و به راهپیمایی‌ها پیوستند تا به رسمیت شناخته شوند.

## مهاجرت غیرقانونی
مکزیکی‌ها تا سال۱۹۶۰، زمانی که ایالات متحده ویزا برای مهاجرت به آمریکا صادر کرد، «مهاجر» محسوب نمی‌شدند. قبل از سال ۱۹۶۰، مکزیکی‌ها فقط می‌توانستند برای ویزای کار به‌عنوان بریسرو درخواست دهند یا بدون بازرسی از مرز عبور کنند. مکزیکی‌ها قبل از آن راه «قانونی» برای ورود به آمریکا نداشتند.
برای درک اعتراضات مهاجران در سال۲۰۰۶ و گفتمان پشت مهاجرت غیرقانونی به عنوان موضوع اصلی دربحث‌های سیاسی ایالات متحده، درک تاریخچه مهاجرت غیرقانونی ضروری است. از قرن نوزدهم، مهاجرت غیرقانونی دسته جمعی از کشورهای آمریکای لاتین به ایالات متحده تأثیر زیادی بر سیاست لاتینی‌ها گذاشته‌است. مهاجران غیرقانونی افرادی هستند که بدون مدارک قانونی وارد ایالات متحده می‌شوند و درآن زندگی می‌کنند. در بسیاری از موارد، افراد بامدارک قانونی مانند ویزای توریستی یا دانشجویی وارد ایالات متحده می‌شوند و مدت زمانی که مجاز به اقامت در ایالات متحده هستند بیش از حد باقی می‌مانند و درنتیجه به مهاجران غیرقانونی تبدیل می‌شوند. بسیاری دیگر از مرزهای بین ایالات متحده و مکزیک، یا ایالات متحده و کانادا، بدون مدارک قانونی عبور می‌کنند. امروزه ورود بدون مدرک به ایالات متحده یک جنایت است. مهاجرت غیرقانونی همیشه به اندازه امروز وجود نداشت. قبل از سال۱۹۶۵، ایالات متحده محدودیت‌های عددی برای مهاجرت از کشورهای نیمکره غربی نداشت. در سال۱۹۶۵، ایالات متحده قانون ملیت مهاجرت را تصویب کرد و قانون منشأ ملی۱۹۲۴ را که برای محدود کردن مهاجرت از کشورهای اروپای جنوبی و شرقی طراحی شده بود، لغو کرد، بنابراین این امکان را برای کشورهای نیمکره شرقی فراهم کرد که علاوه بر این، دسترسی برابر به ویزا داشته باشند. در نتیجه برای اولین بار مهاجرت از نیمکره غربی را محدود می‌کند. علاوه بر این، قانون۱۹۶۵ تعداد نامحدودی ویزا را برای الحاق مجدد خانواده ارائه کرد زیرا به شهروندان دارای تابعیت ایالات متحده و ساکنان دائم اجازه می‌داد تا برای آوردن اعضای خانواده خود به ایالات متحده اجازه درخواست کنند. قانون ۱۹۶۵لاتین‌ها/به‌عنوان شهروندان و ساکنان دائمی را تحت تأثیر قرار داد تا ویزاهایی را درخواست کنند که به اعضای خانواده‌شان اجازه می‌داد به ایالات متحده مهاجرت کنند. این منجر به تغییر ساختار نژادی قومی کشور و ایجاد جمعیت زیادی از لاتین تبارها در ایالات متحده شد. محدودیت قانون۱۹۶۵ برتعداد ویزاهای اختصاص داده شده به کشورهای نیمکره غربی، پدیده مهاجرت غیرقانونی در مقیاس بزرگ به نیمکره غربی، به ویژه از کشورهای آمریکای لاتین مانند مکزیک را ایجاد کرد.
در دهه۱۹۸۰، دولت ایالات متحده شروع به ابراز نگرانی در مورد جریان گسترده مهاجرت غیرقانونی کرد که منجر به قانون اصلاح و کنترل مهاجرت(IRCA) در سال۱۹۸۶ شد. اولاً، این قانون استخدام کارگرانی را که نمی‌توانند مدرکی دال بر مهاجرت قانونی به ایالات متحده ارائه دهند، برای کارفرمایان غیرقانونی اعلام کرد. دوم، این قانون اجازه قانونی شدن مهاجرانی را داد که می‌توانستند اقامت خود را در ایالات متحده از اول ژانویه۱۹۸۲ ثابت کنند و کارگران کشاورزی که قبل از می ۱۹۸۶ در ایالات متحده شروع به کار کرده بودند. از ۳میلیون مهاجری که برای قانون اصلاح و کنترل مهاجرت درخواست دادند، ۲٫۷میلیون نفر که بسیاری از آنها مکزیکی بودند، راهی برای شهروندی یافتند. با این حال، در دراز مدت، قانون اصلاح و کنترل مهاجرت در کاهش جریان مهاجرت غیرقانونی به ایالات متحده موفق نبود. در نتیجه، دولت ایالات متحده شروع به افزایش بودجه گشت مرزی به عنوان ابزاری برای تنظیم جریان مهاجران غیرقانونی به ایالات متحده کرد. ثابت شد که این اقدامات تأثیر کمی بر مهاجرت غیرقانونی دارد و در نتیجه حدود یازده میلیون مهاجر غیرقانونی در ایالات متحده زندگی می‌کنند که اکثریت آنها مکزیکی هستند؛ بنابراین، گفتمان جریان مهاجرت غیرقانونی به عنوان یک مشکل «مکزیکی» یا «لاتینی» شناخته شده‌است. جریان گسترده مهاجران غیرقانونی و تغییر قابل توجه قومی-نژادی که در نتیجه قانون ۱۹۶۵ رخ داد، منجر به واکنش‌های ضد مهاجری شده‌است که مهاجران لاتین تبار را هدف قرار می‌دهد.

## نقش رسانه‌های اسپانیایی زبان و رهبران مذهبی
رسانه‌های اسپانیایی زبان، به ویژه یونیویزیون، تلموندو، آزتک آمریکا و روزنامه نظر (بزرگ‌ترین روزنامه اسپانیایی لس آنجلس)، اعتراضات را در صفحه اول خود تبلیغ کردند. آنها آن را «مگا مارکا»، یک راهپیمایی بزرگ، به عنوان راهی برای تأکید بر مقیاس بزرگ راهپیمایی‌ها نامیدند. این استراتژی باعث گسترش اعتراضات در سراسر کشور شد. تلویزیون کی مکس در لس آنجلس، یک ایستگاه تلویزیونی تحت مالکیت و اداره یونیویزیون، تظاهرات را «روی زمین محکم» نامید و با قدرت گام برداشت تا به معترضان یادآوری کند که «با غرور، با عزت، با نظم، برای فرزندان خود، برای مردم خود، راهپیمایی کنند.»اگرچه تلویزیون و روزنامه‌ها عملاً معترضان را جمع کردند، اما این ایستگاه‌های رادیویی بودند که واقعاً اعتراضات را تبلیغ کردند.
ایستگاه‌های مختلف رادیویی اسپانیایی زبان در سراسر کشور، تا حد زیادی به اجتماع مردم برای اعتراضات کمک کردند. ادی «پیولین» سوتلو، شخصیت رادیویی اسپانیایی زبان از لس آنجلس، یازده نفر از همتایان خود را از ایستگاه‌های رادیویی اسپانیایی زبان مستقر در لس آنجلس متقاعد کرد تا شنوندگان را نیز برای شرکت در تظاهرات برنامه‌ریزی شده گرد هم بیاورند. توییتی در صبح، به عنوان یکی از محبوب‌ترین برنامه‌های رادیویی در کشور شناخته می‌شود. نمایش رادیویی توییت که در نزدیکی لس آنجلس ضبط شده‌است، در ۴۷ بازار در سراسر کشور از جمله شیکاگو، دالاس، هیوستون، میامی، فینیکس، سانفرانسیسکو و نیویورک، بسیاری از شهرهایی که تظاهرات در آنجا برگزار شد، پخش می‌شود. علاوه بر اجتماع هزاران معترض مهاجر، ادی «پیولین» سوتلو چندین بار در طول اعتراضات ظاهر شد که اقتدار اخلاقی او را نسبت به مخاطبان لاتین تبارش افزایش داد.
رهبر مذهبی، کاردینال راجر ام. ماهونی، از اسقف نشین لس آنجلس، حمایت خود را از معترضان مهاجر نشان داد و از کاتولیک‌ها، که بسیاری از آنها لاتین تبار هستند، خواست تا از اعتراضات حمایت کنند. او از جامعه کاتولیک خواست که روزه را به روزه و دعا برای اصلاح مهاجرت بگذرانند که با قانون ۴۴۳۷ و جرم انگاری مهاجران مقابله کند. کاردینال ماهونی بیانیه‌ای رسمی علیه قانون ۴۴۳۷ ارائه کرد که از طریق آن به کشیش‌های کاتولیک دستور داد تا از هر قانونی که آنها را ملزم می‌کرد از مهاجران درخواست اسناد قانونی کنند سرپیچی کنند. او اظهار داشت که مهاجرت به دلیل سیاست نیست، بلکه نحوه رفتار انسان‌ها با یکدیگر است، درحالی که تأکید کرد که همه آمریکایی‌ها از اصل و نسب مهاجر هستند و تابعیت جهانی دارند.
تنها رسانه‌ها نبودند که معترضان را جمع کردند، بلکه رسانه‌ها با مشارکت سازمان‌ها و رهبران مهاجران بودند. هنگام تحلیل مشارکت مدنی مهاجران در تظاهرات ۲۰۰۶، تنها اذعان به نفوذ رسانه‌ها کافی نیست. درک «فراتشبکه» فعالان و رهبرانی که از رسانه‌ها به عنوان فراخوانی برای اقدام استفاده می‌کردند،کاملاً ضروری است.

## جنجال و واکنش بر سر نماد پرچم و اعتراضات
اعتراضات اولیه پس ازآن که برخی از معترضان پرچم مکزیک و آمریکای مرکزی را به جای پرچم آمریکا به اهتزاز درآوردند، جنجال زیادی به پا کرد. مجریان و ستون نویسان مختلف رادیو گفتگو ماهیت بحث‌برانگیز نمایش پرچم‌های غیرآمریکایی در طول اعتراضات را مطرح کردند. یک حادثه خاص به اعتراضی در یک دبیرستان در کالیفرنیا اشاره داشت که در آن پرچم مکزیک بر روی میله پرچم بر فراز پرچم ایالات متحده که در موقعیت مضطرب (یا وارونه) دراهتزاز بود، برافراشته شد.
به عنوان بخشی از واکنش شدید نسبت به اعتراضات و جنجال بر سر موضوع نمادسازی پرچم، گروهی که خود را «نگهبانان مرزی» می‌نامند، پرچم مکزیک را در مقابل کنسولگری مکزیک در توسان، آریزونا، در ۹ آوریل ۲۰۰۶ سوزاندند. روز بعد، گروه اقدام به سوزاندن دو پرچم مکزیک در جریان اعتراضات در توسان کرد که تخمین زده می‌شد ۱۵۰۰۰ شرکت کننده داشته باشد. پس از اینکه پلیس دانش آموزی را که یک بطری آب به سمت «مرزبانان» پرتاب کرده بود، دستگیر کرد، آنها به دنبال مأموران پلیس از آنها خواستند که دانش آموز را رها کنند. با تشدید اوضاع، خشونت آغاز شد و ۶ نفر دستگیر شدند و ده‌ها فلفل پاشیده شدند. روز بعد، پلیس، رهبر محافظان مرزی، روی واردن را به اتهاماتی از جمله حمله و آتش‌سوزی در یک پارک عمومی دستگیر کرد.
به دلیل این جنجال، سازمان دهندگان تظاهرات معترضان را تشویق کردند که پرچم مکزیک خود را در خانه بگذارند، کاردینال راجر ماهونی به معترضان لس آنجلس گفت که پرچم دیگری به غیر از پرچم ایالات متحده را به اهتزاز درآورند زیرا، «... آنها به ما کمک نمی‌کنند تا آن را به دست آوریم. قانونی که ما نیاز داریم.» در نتیجه این جنجال، در تظاهرات‌های بعدی پرچم‌های مکزیک کمتر و معترضان بیشتر پرچم‌های آمریکا را به نمایش گذاشتند.
علاوه بر این، در مدرسه اوشن ساید کالیفرنیا پس از «درگیری پرچمداران مکزیک با پرچمداران ایالات متحده»، نصب پرچم‌ها و تابلوها را از محوطه دانشگاه ممنوع کرد.

## عکس العمل
واشینگتن پست گزارش داد که در حومه واشینگتن دی سی هرندون، یک مرکز کار روزانه که در آن بیگانگان مظنون غیرقانونی جمع شده بودند، بسته شد و شهردار و دو شهردار آن، تا حدی به دلیل نگرانی‌های مهاجرت،انتخاب مجدد خود را از دست دادند.
عضویت در «پروژه مینوتی من» تا حدی به دلیل واکنش اعتراضات افزایش یافت. در ۳ مه، در پاسخ به تحریم‌های ۱می، «مینوتی من» در تلاش برای جلب توجه به نیاز به اجرای مرزها، کاروانی را در سراسر ایالات متحده آغاز کردند.انتظار می‌رفت این کاروان در ۱۲ می به واشینگتن دی سی برسد.
در مورد جنبش ضد مهاجرت مستقر در توسان: در سال ۲۰۰۶، مرکز حقوقی فقر جنوبی نوشت: «"روی واردن"، ۵۹ ساله، در بهار امسال به عنوان یکی از بحث برانگیزترین، ناپایدارترین، و به اعتقاد بسیاری، شخصیت‌های خطرناک جنبش مهاجرت این کشور ظاهر شد.».

## پیامدهای اعتراضات مهاجرتی سال ۲۰۰۶
اگرچه قانون ۴۴۳۷ نتوانست از مجلس سنا عبور کند، اما ردپایی از عواقب بر جای گذاشت که جامعه مهاجران را تحت تأثیر قرار داد. یکی از این پیامدها، حملات شدید گمرکات مهاجرت(ICE) در سالهای پایانی دولت بوش بود که در تمام دوران ریاست جمهوری اوباما ادامه یافت. در دو سال بعد، بیش از ۳۰۰۰۰۰مهاجر غیرقانونی به کشور خود اخراج شدند، که ۱۰۰۰۰۰ بیشتر از تعداد مهاجران اخراج شده در سال ۲۰۰۵، یک سال قبل از اعتراضات است. افزایش تبعیدها باعث ترس از انتقام در جامعه غیرقانونی شد و منجر به بیکار شدن سریع آنها شد.
اگرچه قانون ۴۴۳۷ به یک قانون در سطح فدرال تبدیل نشد، اما مانع از تصویب قوانین مشابه توسط ایالت‌ها نشد. در سال۲۰۰۶، پنسیلوانیا قانون امداد مهاجرت غیرقانونی را تصویب کرد که به موجب آن مالکانی که مسکن را به مهاجران غیرقانونی اجاره می‌دادند جریمه می‌کرد و همچنین صاحبان مشاغلی را که آنها را استخدام می‌کردند جریمه می‌کرد. ایالت آریزونا SB 1070 را تصویب کرد، که منجر به پروفایل نژادی شد و افسران پلیس را ملزم کرد از هرکسی که مشکوک به غیرقانونی بودن اسناد قانونی هستند درخواست کنند. هر دو قانون، همراه با قوانین مشابه، تا حدی غیرقانونی تلقی شدند زیرا قانون اساسی ایالات متحده کنترل مهاجرت را به دولت فدرال اختصاص می‌دهد، نه ایالت‌های جداگانه.

## مشارکت سیاسی لاتین و مشارکت مدنی
از آنجایی که جوامع مهاجر غیرقانونی قادر به رأی دادن، لابی کردن یا تأثیرگذاری بر سیاستمداران به روش‌های سنتی تر نبودند، رهبران لاتین تبار از طریق فعالیت‌های بدون رأی‌گیری، مانند اعتراضات، اجتماع کردند. بسیاری از لاتین تبارها نشان دادند که راهپیمایی‌ها آغاز یک جنبش اجتماعی و سیاسی جدید است که به دنبال کسب قدرت مدنی است. گزارشی که توسط مرکز اسپانیایی پیو منتشر شد نشان داد که لاتین تبارها به احتمال زیاد در انتخابات بعدی رای خواهند داد و انجمن ملی مهاجرت دریافت که رای‌دهندگان لاتین تبار در سال۲۰۰۶ به دلیل بحث مهاجرت، و نیاز به جلوگیری از قوانینی مانند این، اشتیاق بیشتری برای رای دادن داشتند. قانون ۴۴۳۷ از تصویب کنگره. «امروز راهپیمایی می‌کنیم، فردا رأی می‌دهیم» یکی از محبوب‌ترین شعارها در اعتراضات مهاجران در سال۲۰۰۶ بود. چنین شعاری حاکی از ارزش و نیاز به مشارکت و به رسمیت شناختن یک مشارکت سیاسی بود.

## جدول زمانی

### مارس
- ۱۰ مارس: ۱۰۰۰۰۰نفر از پارک یونیون تا فدرال پلازا در شیکاگو راهپیمایی کردند، اما سازمان دهندگان می‌گویند که حدود ۲۵۰٬۰۰۰ تا ۵۰۰٬۰۰۰در واقع راهپیمایی کردند.[۲]
- ۲۴ مارس: ۲۰۰۰۰نفر به سمت دفتر سناتور جان کیل در فینیکس راهپیمایی کردند.[۲۹] ده‌ها هزار کارگر در یک تعطیلی کار در گرجستان شرکت می‌کنند.
- ۲۵ مارس: بیش از ۵۰۰۰۰۰(تخمین تصادفی پلیس) راهپیمایی در مرکز شهر لس آنجلس،[۳۰] اما سازمان دهندگان ادعا می‌کنند که بیش از ۱٫۲۵میلیون بر اساس تجزیه و تحلیل عکاسی[۳۱]
- ۲۶ مارس: ۷۰۰۰نفر در ساختمان ایالتی در کلمبوس، اوهایو تظاهرات کردند.[۳۲]
- ۲۷ مارس: صدها دانش آموز دبیرستانی در اعتراض به ویرجینیای شمالی از کلاس خارج شدند.[۳۳]
- ۲۹ مارس: ۸۰۰۰ تا ۹۰۰۰نفر از کولیسئوم به پلازا قانونگذاری در نشویل راهپیمایی کردند.[۳۴]
- ۳۰ مارس: رابرت پامبلو، مدیر دبیرستان ریگان در هیوستون، پرچم مکزیک را زیر پرچم آمریکا و تگزاس قرار داد و دستور برداشت آن را صادر کرد. او بعداً به دلایل ظاهراً نامرتبط از سمت خود استعفا داد.[۳۵] در جنوب غربی هوستون، دانش‌آموزان دبیرستانی از دبیرستان رابرت ای. لی، دبیرستان بلر، دبیرستان سام هیوستون (که از شمال‌سایت هیوستون می‌پیوندند) و سایر دانش‌آموزان راهنمایی به راهپیمایی پیوستند که به شهرداری منتقل شد.[۳۶]
- ۳۱ مارس: ۳۰۰۰ دانش آموز دبیرستانی و راهنمایی در لاس وگاس برای اعتراض از کلاس خارج شدند. برخی از دانشجویان کالج و جامعه در اعتراض خود به آنها می‌پیوندند.[۳۷]

### آوریل
- ۱ آوریل: ۱۰۰۰۰نفر از پل بروکلین تا میدان فولی در شهر نیویورک راهپیمایی کردند.[۳۸]
- ۶ آوریل: صدها دانش آموز آرورا در ایلینوی مدرسه را ترک کردند تا در مرکز شهر راهپیمایی کنند تا اعتراض کنند.
- ۸ آوریل: چند صدنفر در پارک چیکانو در سن دیگو تجمع کردند.[۳۹] ]
- 9 آوریل: تظاهرات در چندین شهر در سراسر ایالات متحده، از جمله:
  - 50000نفر در سن دیگو از پارک بالبوآ، از مرکز شهر تا ساختمان اداری شهرستان راهپیمایی کردند.[۴۰]

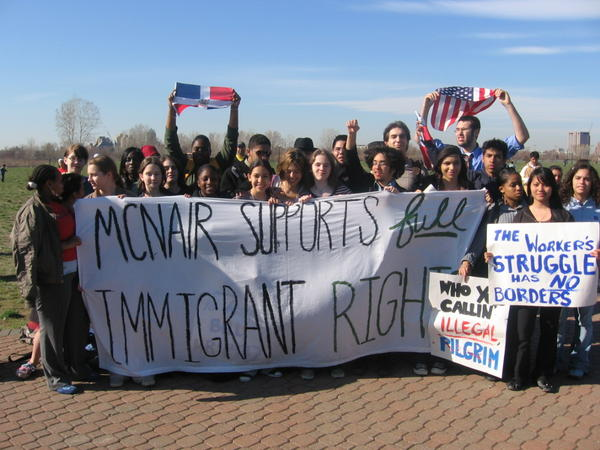
دانش‌آموزان دبیرستان مک‌نیر در جرسی سیتی پس از خروج از مدرسه در ساعت ۲:۰۰ برای اعتراض به قانون ۴۴۳۷ پیشنهادی در پارک استیت لیبرتی تجمع کردند. بعد از ظهر ۱۰ آوریل ۲۰۰۶.

- ۶۰۰۰ نفر در دموین، آیووا در نولن پلازا در حمایت از اصلاحات جامع مهاجرت تظاهرات کردند.[۴۱]
- ۱۰ آوریل: تظاهرات در بسیاری از شهرها و شهرستانها در سراسر ایالات متحده برگزار شد.
  - حداقل ۵۰۰۰۰نفر در آتلانتا، جورجیا، هم موافق و هم علیه عفو عمومی تظاهرات کردند.
  - بوستون، ماساچوست، حدود ۲۰۰۰ تظاهرکننده از بوستون کامن تا میدان کپلی راهپیمایی کردند.[۴۲]
  - چارلستون، کارولینای جنوبی، حداقل ۴۰۰۰نفر تجمع کردند و به ناتوانی قانونگذاران در توافق بر سر قانونی که منجر به شهروندی می‌شود اعتراض کردند.
  - فورت مایرز، فلوریدا، حدود ۷۵۰۰۰نفر در «راهپیمایی بزرگ» شرکت کردند که بر ترافیک در مناطق مجاور راهپیمایی تأثیر گذاشت. جریان معترضان در برخی مواقع حداقل یک مایل طول داشت.
  - لاس وگاس، یک راهپیمایی به خوبی سازماندهی شده با حدود ۳۰۰۰نفر برگزار شد. معترضان در اولین روز از تعطیلات بهاری کشور کلارک، دو مایلی از پارک جیسی تا دادگاه فدرال راهپیمایی کردند و پرچم‌های مکزیک و آمریکا را به اهتزاز درآوردند. آنها به نفع عفو اعتراض کردند.
  - شهر نیویورک، بین ۷۰۰۰۰ تا ۱۲۵۰۰۰نفر در مقابل تالار شهر تظاهرات کردند. سناتورهای هیلاری کلینتون و چاک شومر در این تجمع سخنرانی کردند. هیچ‌کدام خواستار عفو نشدند، هرچند که بسیاری از شعارها و نشانه‌های جمعیت چنین بود.[۴۳]
  - اوکلند، کالیفرنیا، حدود ۱۰۰۰۰نفر در این تظاهرات شرکت کردند.[۴۴]
  - سالت لیک سیتی، یوتا، تجمع اتحاد در ساختمان استانداری برگزار شد. حدود ۱۵۰۰۰معترض وجود داشت.
  - سن خوزه، کالیفرنیا، تخمین زده می‌شود که ۲۵۰۰۰تظاهرکننده چندین مایل از کینگ و استوری تا تالار شهر راهپیمایی کردند. دسترسی بزرگراه به US 101 و I-680 بسته شد و باعث پشتیبان‌گیری قابل توجهی از ترافیک شد.
  - سیاتل، بین ۱۵۰۰۰ تا ۲۵۰۰۰نفر به سمت یک تجمع در ساختمان فدرال راهپیمایی کردند که در آن سخنرانانی در حمایت از تظاهرکنندگان، مانند شهردار گرگ نیکلز و ران سیمز، مدیر اجرایی شهرستان، سخنرانی کردند. فقط پنج هزار مورد انتظار بود.[۴۵]
- ۱۱ آوریل: چندین اعتراض در نوادا رخ داد.
  - در لاس وگاس، رالی با حداقل ۳۰۰+ در مرکز کشمن برگزار شد. چندین چهره مهم اپوزیسیون مانند جیم گیلکریست، وزیر امور خارجه نوادا، مجری رادیوی محلی مارک ادواردز، و چندین شعبه پروژه مینوتی من ایالتی در اعتراض به عفو عمومی ظاهر شدند.
  - در شهر کارسون، نوادا، حدود ۲۰۰دانش آموز کلاس را ترک کردند و در مقابل عمارت فرماندار تجمع کردند.[۴۶]
  - در رنو، نوادا، بین ۲۰۰۰ تا ۴۰۰۰ معترض در مرکز شهر راهپیمایی کردند، از دانشگاه نوادا، پردیس رنو تا ساختمان فدرال بروس آر. در طول راهپیمایی، ترافیک در خیابان ویرجینیای جنوبی متوقف و منحرف شد.
- ۱۳ آوریل: دانش آموزان از چندین مدرسه وودبرن، اورگان (شهری با جامعه بزرگ اسپانیایی‌تبار) از کلاس خارج شدند.[۴۷]
- ۱۹ آوریل: دانش‌آموزان از دبیرستان‌ها و مدارس راهنمایی مختلف دنور از کلاس خارج شدند و به سمت کنگره راهپیمایی کردند.
- ۲۷ آوریل: تقریباً ۲۰۰ داوطلب و حامی یک ۶ را ساختند در ارتفاع یک کیلومتری، بخش سیم خاردار حصارکشی در امتداد مرز مکزیک و ایالات متحده برای ارسال پیامی روشن به آمریکایی‌ها و رهبران واشینگتن در مورد عدم امنیت در مرزهای ما.[۴۸]
- ۲۸ آوریل: سرود ما، ترجمه ای به زبان اسپانیایی از پرچم ستاره اسپنگلد، به‌طور همزمان در حدود ۵۰۰ ایستگاه رادیویی اسپانیایی زبان در سراسر کشور پخش می‌شود. پس از اینکه مشخص شد جان سکادا، مهاجر کوبایی، در مراسم تحلیف بوش ، مهاجر کوبایی سرود را به زبان اسپانیایی خوانده‌است، و نسخه اسپانیایی سرود توسط دفتر آموزش ایالات متحده سفارش داده شده بود، این جنجال در چند روز پایان یافت. .

### ممکن است

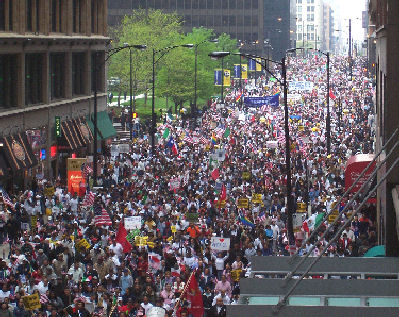
تظاهرات اول ماه مه در شیکاگو

- ۱ مه: «بایکوت بزرگ آمریکایی» در سراسر ایالات متحده و در چند مکان خارج از کشور اتفاق می‌افتد.
  - طبق گفته پلیس، حدود ۴۰۰۰۰۰نفر در شیکاگو راهپیمایی کردند، اگرچه سازمان دهندگان تعداد آنها را نزدیک به ۷۰۰۰۰۰تخمین زدند. مهاجران لهستانی، ایرلندی، آسیایی و آفریقایی به لاتینی‌ها پیوستند.[۴۹]
  - طبق گفته پلیس، حدود ۴۰۰۰۰۰نفر در لس آنجلس راهپیمایی کردند[۵۰]
  - گفته می‌شود که تحریم «تأثیر اقتصادی کمی» در آریزونا داشته‌است
  - مودستو، کالیفرنیا شاهد راهپیمایی نزدیک به ۱۰۰۰۰نفر در خیابان‌ها بود که احتمالاً بزرگ‌ترین تجمع مردم در تاریخ این شهر است. در نتیجه مستقیم خیابان‌های شهر بسته شد.[۵۱] ]
  - بیش از 15000 معترض در سانتا باربارا، کالیفرنیا گزارش شده‌است.
  - برخی از هواداران این اقدام را "مهمترین تحریم از زمان جنبش حقوق مدنی" خوانده‌اند.[۵۲]
  - بیش از ۱۰۰۰۰۰نفر در منطقه خلیج کالیفرنیا راهپیمایی کردند.[۵۳]
  - حداقل ۱۰۰۰۰نفر در اورنج کانتی راهپیمایی کردند[۵۴]
  - یک اختلال جزئی در ویستا، کالیفرنیا توسط ۲۰۰افسر پلیس پرداخت شد.[۵۵]
  - اخبار محلی تخمین می‌زند که بیش از ۳۰۰۰ نفر از پارک جیسی در لاس وگاس، نوادا راهپیمایی کردند. برخی از مشاغل محلی آسیب دیدند، اما اکثر مشاغل هیچ تأثیر مالی احساس نکردند.[۵۶]
  - به گزارش «لس آنجلس آبزرو»، درگیری بین معترضان و پلیس در پارک مک آرتور در لس آنجلس رخ داد.[۵۷]

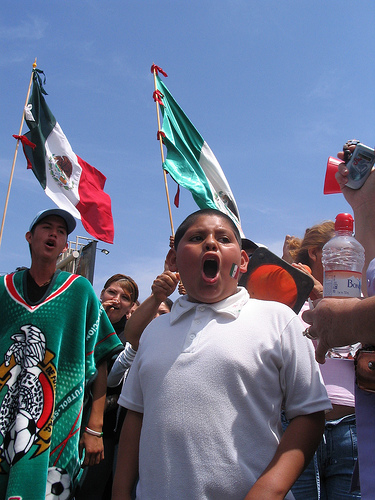
تظاهرات حقوق مهاجران در مرز ایالات متحده و مکزیک در تیجوانا

- هزاران مهاجر و حامیان آنها در آیووا به کار یا مدرسه نرفتند متحد برای کرامت و ایمنی مهاجران (UDSI) (سازماندهی برآوردهای گروه)
- ۲ مه: پروژه مینت من می‌گوید که ۴۰۰عضو جدید در ماه آوریل در پاسخ به اعتراضات به آن پیوستند.[۵۸]
- ۳ مه: در پاسخ به تحریم اصلاحات حامی مهاجرت، یک کاروان دو وسیله نقلیه را در سراسر ایالات متحده آغاز کرد که در 12[۵۹] به واشینگتن دی سی رسید.
- ۲۵ مه: سنای ایالات متحده قانون S.2611 را تصویب کرد که شامل مسیری برای شهروندی تا ۸٫۵ میلیون بیگانه غیرقانونی است. این لایحه در نهایت شکست خورد و هرگز تصویب نشد.[۶۰]

## قانون گذاری
قانون ۴۴۳۷ (قانون حفاظت از مرز، ضد تروریسم و کنترل مهاجرت غیرقانونی ۲۰۰۵) در ۱۶ دسامبر ۲۰۰۵ توسط مجلس نمایندگان ایالات متحده با ۲۳۹رأی موافق در برابر ۱۸۲رأی موافق به تصویب رسید. همچنین به عنوان «لایحه جیمز سنسنبرنر» شناخته می‌شود، زیرا حامی آن در مجلس نمایندگان، جیمز سنسنبرنر. قانون ۴۴۳۷ توسط بسیاری به عنوان کاتالیزور اعتراضات اصلاحات مهاجرتی ایالات متحده در سال ۲۰۰۶ تلقی شد.
قانون اصلاح و کنترل مهاجرت در سال۱۹۸۶ قبلاً به ۲٫۷میلیون مهاجر غیرقانونی «عفو» داده بود. حامیان این اقدام، از جمله رئیس‌جمهور وقت ریگان، گفتند که این اقدام، همراه با قوانین سختگیرانه کارفرما و مسیری بهتر برای ورود قانونی، مهاجرت غیرقانونی را کاهش می‌دهد.
لایحه S.2611 توسط سنای ایالات متحده تصویب شده بود هرگز در کمیته کنفرانس تصویب نشد. رهبری جمهوری خواهان مجلس اعلام کردند که S.2611 را به‌طور کامل رد می‌کند و تنها قانونی را تصویب می‌کند که به امنیت مرزها می‌پردازد. پایان کنگره۱۰۹ به معنای مرگ این لایحه بود.

## حکم کندی
دادگاه عالی ایالات متحده در ۱۶ ژوئن ۲۰۰۸، در دادا علیه. موکاسی، بر اساس این بیانیه، قاضی کندی حکم داد (۵–۴) «کسی که به‌طور غیرقانونی در اینجا حضور دارد ممکن است موافقت داوطلبانه خود را برای خروج پس بگیرد و به تلاش برای گرفتن تأیید برای ماندن در ایالات متحده ادامه دهد.» دادگاه به این نتیجه رسید که تبعیت از حکم اخراج، حق تجدیدنظرخواهی از حکم اخراج را از مهاجر سلب نمی‌کند. این دعوی در مورد ۲ ماده به ظاهر متناقض قانون مهاجرت است. یکی از اخراج با خروج داوطلبانه از کشور جلوگیری می‌کند. بخش دیگر به مهاجرانی که به‌طور غیرقانونی در اینجا هستند اما شرایط آنها تغییر کرده‌است اجازه می‌دهد تا پرونده خود را به مقامات مهاجرت ارائه دهند و باید در ایالات متحده بمانند. در این پرونده، سامسون دادا، شهروند نیجریه ای، بیش از پایان مدت ویزای توریستی خود در سال۱۹۹۸ اقامت کرد. مقامات مهاجرت به او دستور دادند که کشور را ترک کند، زیرا او موافقت کرد که داوطلبانه آن را ترک کند، اما اجازه ورود مجدد قانونی به او را بدهد، برخلاف اینکه او اخراج شده بود.

## سازمان‌های
سازمان‌های زیر از صدها نفر (عادلانه) تا میلیون‌ها نفر (بایکوت بزرگ آمریکایی) در مورد اصلاحات مهاجرتی در ایالات متحده در سال۲۰۰۶ جمع شدند.
- ۱ مه۲۰۰۶ «یک روز بدون مهاجر» حامیان بسیج ملی - ائتلاف ملی متشکل از ۲۱۵ سازمان که یک میلیون معترض را در سراسر ایالات متحده در ۱می۲۰۰۶ برای بایکوت بزرگ آمریکایی بسیج کردند.
- اتحاد ما آمریکا هستیم -شبکه ملی صدها ائتلاف منطقه ای که ۲میلیون معترض را در سراسر ایالات متحده در ۱۰ آوریل۲۰۰۶ بسیج کرد و اعتراضات را در اعتراضات ملی ۱ مه هماهنگ کرد.
- ائتلاف ال پارو و روز بدون مهاجر (منطقه فیلادلفیا) ائتلاف منطقه ای فیلادلفیا متشکل از ده‌ها سازمان هزاران معترض را در ۷راهپیمایی از ۱۴ فوریه تا ۱۰ آوریل۲۰۰۶ دعوت و بسیج کرد.
- ائتلاف کنتاکی برای حقوق مهاجران و پناهندگان- ائتلاف کنتاکی که تخمین زده می‌شود ۱۰۰۰۰نفر را در مرکز شهر لکسینگتون،کنتاکی در ۱۰ آوریل ۲۰۰۶، همراه با بسیج‌های دیگر در سراسر ایالت بسیج کرد.
- ائتلاف ۲۵ مارس -ائتلاف مستقر در کالیفرنیای جنوبی که ۷۵۰۰۰۰ معترض را در لس آنجلس در ۲۵ مارس۲۰۰۶ بسیج کرد.
- فدراسیون اصلاحات مهاجرتی آمریکا (FAIR) -ده‌ها نفر را در اعتراضات مختلف بسیج کرد.
- پروژه مینت من -تظاهرات متقابل پراکنده‌ای را در برخی از شهرهای بزرگ ایالات متحده برگزار کرد